# シックスハンターII 〜最強魂への道のり〜
『SIX HUNTER II 〜最強魂への道のり〜』（シックスハンターツー さいきょうだましいへのみちのり）は、2010年1月9日から2012年9月29日までテレビ愛知で放送されたパチンコ・パチスロ番組である。放送時間は毎週土曜 0:58 - 1:28 (JST) 。但し、2010年2月27日放送分はオリンピック中継のため5分繰り上げて放送。また、年末年始にはその年の最終週に放送される。

## 概要
初代『シックスハンター』より続くシックスハンターシリーズの第3弾である。前2番組と同様にグラビアアイドルたちが「ハンター」として出演するが、メンバーは一新されている。また、ハンターたちの衣装は『ダブルシックスハンター』まではミニスカート組とショートパンツ組とに分かれていたが、この番組ではメンバー全員がミニスカートへと統一された。ゆうたろうはこの番組では「最高司令官」として出演し、3番組連続での司会続投となった。衣装もスーツ姿にマントといういでたちになった。
バトルの舞台は「BOSS共和国」という架空の国。闇の帝国「パチリス党」からの刺客たちがBOSS共和国に侵攻し、戦闘が始まるという設定で、その日のゲスト出演者とハンターたちがコンコルドグループの店舗で数々のパチンコ・パチスロ勝負を繰り広げる。ハンターが勝利すればくじ引き抽選で「尾張エリア（名古屋市以外）」「名古屋エリア」「三河エリア」「1パチエリア」のいずれかが選ばれ、そのエリアに当たったコンコルドグループの店舗では「シックスハンターの日」というイベントが開催されるが、ハンターが敗れるとそのイベントは無しになる。ハンターたちの呼び名が「メガハンター」に変更されてからは、その日おすすめの3機種が発表されるようになった。パチンコ・パチスロそれぞれ2機種は番組の最後に告知され、残り1機種はそれぞれのコンコルドグループの店舗で発表される。
パチンコ・パチスロ雑誌『パチンコウォーカー』東海版には、その月における番組の最新情報を先取りで紹介する『福田のメガネに学べ』のコーナーが掲載されている。

## 競技ルール
『ダブルシックスハンター』時代のルールをそのまま採用。制限時間は90分、使用するコインおよび玉は無制限、出玉を多く出した方を勝者とする。ただし、両者同数の場合、パチスロ勝負では出玉コインの枚数で勝敗を決める。パチンコ勝負では延長戦を行い、先に大当りを出した方を勝者とする。

## 出演者

### スロットハンター
- 南結衣
- 相川友希
- 永作あいり

### パチンコハンター
- 長山真由美
- 阪本麻美
- 田中いちえ

### 最高司令官
- ゆうたろう

### パチリス党
パチリス党とは、ハンターたちと対戦するゲスト出演者のことを指す番組独自の呼称である。
- ガダルカナル・タカ
- セイン・カミュ
- 徳山昌守
- 長州力
- サイクロンZ
- 神奈月
- 松尾伴内
- 彦摩呂
- ゴー☆ジャス
- ゾマホン・ルフィン
- 内山信二
- 360°モンキーズ
- 電撃ネットワーク（南部虎弾、ダンナ小柳）（パチスロバトルのみの出演）
- 原口あきまさ（パチンコバトルのみの出演）
- 磁石
- ななめ45°
- 山田まりや
- 鼠先輩
- みっちー
- 安田大サーカス（クロちゃん、HIRO）（クロちゃんのみ、2回出演）
- 城咲仁
- 谷桃子
- ビューティーこくぶ
- 田代さやか
- 桑野信義
- 山崎まさや
- みひろ
- テレンス・リー
- 蛭子能収
- 清水宏次郎
- 曙太郎
- 前川紘毅
- イジリー岡田
- 宮城舞
- 栗山夢衣
- マシンガンズ
- 山田雅人
- ムートン
- はなわ
- ホリ
- 中村愛

### その他の出演者
- 福田一 - 一週おきにではあるが、福田が不在の時はコンコルドグループ全店舗の中からその店舗の店長が代表で出演する。

## スタッフ
- ナレーション - 木原幸尚

## エピソード
- シックスハンターシリーズで、今までのバトルではちょっとしたミスで勝敗を左右されるようなバトルはなかったが、この番組で初めてミスを犯した。彦摩呂対田中いちえとのパチスロバトルで、田中がART中での押し順を間違えるというミスを犯してしまい、ARTを終わらせてしまった。形勢は彦摩呂に傾いてしまったが（その日の最高設定は彦摩呂が獲得）、終盤でそのミスを取り返す追い上げを見せ、終盤で彦摩呂を逆転し、そのまま勝ち切ったが、追い上げがもしなかったら田中の勝利はなかった（対戦台は『パチスロ宇宙戦艦ヤマト』）。パチンコバトルはただハンドルを持って回すだけなので、ちょっとしたミスは起こらない。
- 360°モンキーズを迎えてのバトルは、番組初となるNO BONUS勝負となった。その日の最高設定は永作あいりが獲得し、形勢は有利になったが、お互いに「ボーナス確定」を引く事が出来ず、ART継続勝負となり、360°モンキーズがそのまま勝ち切った（永作ART3回、360°モンキーズART5回）（対戦台は『コウヘイ最凶伝〜地獄の閻魔覚醒の刻〜』）。
- この番組初となる公開収録（シックスハンターシリーズでは2番組連続）は、電撃ネットワークを迎えてのバトルとなった。バトル開始直前、電撃ネットワークは体を張ったギャグで永作あいりを挑発し、永作は挑発に屈してしまい、バトルでもNO BONUS（ART1回）に終わってしまった（この日の対戦台は『パチスロ蒼天の拳』）。また、公開収録の特別企画で「出玉推理大作戦」が行われた。この企画はコンコルドグループで遊戯中の遊戯者およびスタッフの情報をもとにゆうたろうが推理し、その日のパチンコ台とパチスロ台それぞれ当てるという企画である（メガハンターに昇格してからは毎週行われるが、最近は行われていない。ゆうたろうの予想はパチンコ1回だけ的中しているものの、パチスロはすべてハズレ）。
- 谷桃子を迎えてのバトル直前、ゆうたろうによりハンター（スロットハンター、パチンコハンター）それぞれの呼び名が「メガハンター」に変更・昇格することが発表された。記念すべき初のスロットバトルで昇格したばかりの永作あいりは惜敗してしまったが（この日の対戦台は『茉莉花の剣』）、パチンコバトルで長山真由美は永作の仇を取った（その日の対戦台は『CRぱちんこ戦国無双MAX EDITION』）。
- 栗山夢衣を迎えてのバトル直前、ゆうたろうが栗山に意気込みを聞こうとした途端、栗山が「一人亀甲縛り」を披露し、「気合が入りました!」と栗山が意気込んだ。バトル開始早々、栗山が序盤から確変大当りを連発し、阪本を突き放した。途中、ゆうたろうが阪本に、「（栗山に）縛ってもらったら、追いつくかもしれないよ!」とはっぱをかけたが、福田が「イメージガールを縛ったら、評判が悪くなりますよ!私が縛られますよ!」と身代わりに縛られたが、阪本も「縛ってもらってツキをもらうよ!」と栗山に縛られた途端、大当りを連発し反撃したが、前半の差がかなり離れすぎたため、栗山に大敗を喫した（この日の対戦台は『CRFマクロスフロンティア』）。
- 中村愛を迎えてのパチスロバトルで、ゆうたろうが後半戦から長山真由美と交代した。前半戦で長山が大量リードして、最高設定を獲得し、後半戦開始直後に、ゆうたろうが「打ちたくなった!」と言った事から、初番組「シックスハンター」以来の参戦（途中ではあるが）となった。中村の「台変わって!」のおねだり攻撃に、ゆうたろうはセクハラ攻撃して台変わりを拒否した。結果は前半大量リードの貯金が生きた長山の勝利ではあるが、途中交代したため勝ち名乗りもゆうたろう自身で（「勝者、俺!」と言った）進行した（この日の対戦台は、『政宗』）。

| テレビ愛知 土曜0:58枠                  | テレビ愛知 土曜0:58枠                                             | テレビ愛知 土曜0:58枠                  |
| 前番組                                 | 番組名                                                            | 次番組                                 |
| -------------------------------------- | ----------------------------------------------------------------- | -------------------------------------- |
| ダブルシックスハンター （0:58 - 1:28） | シックスハンターII 〜最強魂への道のり〜 （2010年1月 - 2012年9月） | パチ×スロ コロシアム （2012年10月 - ） |